# 6199 Yoshiokayayoi
6199 Yoshiokayayoi è un asteroide della fascia principale. Scoperto nel 1992, presenta un'orbita caratterizzata da un semiasse maggiore pari a 2,5930964 UA e da un'eccentricità di 0,1213578, inclinata di 12,12920° rispetto all'eclittica.